# Gerd Strantzen
Gerd Strantzen (* 12. Dezember 1897 in Hamburg; † 30. August 1958 ebenda) war ein deutscher Hockeyspieler.
Gerd Strantzen war Stürmer beim Berliner HC. Er debütierte 1925 in der deutschen Hockeynationalmannschaft. Bei den Olympischen Spielen 1928 in Amsterdam wirkte Strantzen lediglich bei dem 2:0-Sieg gegen Frankreich mit. Im Spiel um den dritten Platz gegen Belgien schlugen seine Mannschaftskameraden die Belgier mit 3:0 und Strantzen erhielt mit der deutschen Mannschaft die Bronzemedaille. Insgesamt wirkte Gerd Strantzen von 1925 bis 1928 in sieben Länderspielen mit.